# Trevante Rhodes
Trevante Rhodes (sinh ngày 10 tháng 2 năm 1990) là một diễn viên và cựu vận động viên điền kinh chạy nước rút người Mỹ. Anh đã đạt được danh tiếng cho vai diễn trong bộ phim đoạt giải thưởng Oscar Moonlight.

## Tiểu sử
Rhodes  sinh ra ở Ponchatoula bang Louisiana, và chuyển đến Dallas bang Texas, khi cậu lên mười. Cậu tốt nghiệp Đại học Texas tại Austin, nơi cậu thi đấu chạy nước rút track and field, chuyên dash 100 và 200 mét. Tại Giải điền kinh Pan American Junior  2009 ở Port of Spain, Trinidad và Tobago, Rhodes đã giúp đội Hoa Kỳ cho một huy chương vàng trong các tiếp sức 4 x 100 mét.